# 안서초등학교 (경기)
안서초등학교는 대한민국 경기도 광명시 가학동에 있는 공립 초등학교이다.

## 학교 연혁
- 1963년 3월 3일 서면국민학교 호현분교장 인가
- 1964년 3월 4일 안서국민학교(6학급) 개교
- 1985년 9월 1일 병설유치원 개원
- 1996년 3월 1일 교명 변경(안서초등학교) 및 원명 변경(안서초등학교 병설유치원)
- 1997년 3월 1일 목감초등학교 분리(6학급 편성)
- 1998년 9월 1일 유휴 교실 체험학습장으로 개조, 체험학습장 시범 운영
- 2005.03.01 특수학급 개설
- 2020.03.01 경기도 교육청 혁신학교 지정

## 참고 자료
- 안서초등학교 - 한국교육학술정보원 학교알리미